# Salto (Uruguay)
Salto ist die Hauptstadt des gleichnamigen Departamentos Salto in Uruguay. Mit 104.028 Einwohnern (Stand: 2011) ist die am uruguayisch-argentinischen Grenzfluss Rio Uruguay gelegene Stadt die drittgrößte des Landes nach Montevideo und der in dessen Metropolregion liegenden Ciudad de la Costa.

## Geographie
Die Stadt liegt am Ostufer des Flusses Rio Uruguay in den Sektoren 1, 2 und 3 des Departamentos. Die Entfernung zur Landeshauptstadt Montevideo beträgt knapp 500 km. Mit ihr ist sie in verkehrstechnischer Hinsicht über die Rutas 1 und 3 verbunden. Die Stadt liegt gegenüber der am westlichen Flussufer gelegenen argentinischen Stadt Concordia. Die beiden Städte sind nicht über eine Brücke im Stadtgebiet verbunden, jedoch wird der 13 km nördlich gelegene Staudamm des Salto Grande als Straßen- und Schienenübergang genutzt. Der Handel mit dem Nachbarland ist für die Wirtschaft der Stadt von Bedeutung. In der Nähe liegen der Ferienort Arenitas Blancas und die Wasserfälle Salto Grande.

## Geschichte
Gegründet wurde Salto im November 1756. Bereits vor der uruguayischen Unabhängigkeit erlangte der Ort den Status eines Pueblo. Durch Dekret vom 16. Mai 1835 wurde Salto die Bezeichnung Villa zuerkannt. Am 16. Juni 1837 wurde sie mittels des Ley 158 zur Hauptstadt des Departamentos erklärt. Die Einstufung als Ciudad (Stadt) folgte am 8. Juni 1863 durch das Ley 780. Letzteren Akt betraf auch das Ley 1000 vom 3. März 1869. 
Im Jahr 1879 wurde das römisch-katholische Bistum Salto errichtet. Hauptkirche ist die Kathedrale San Juan Bautista (Johannes der Täufer).
Einer der Höhepunkte der Stadtgeschichte war ein Besuch von Papst Johannes Paul II. im Jahre 1988.

## Einwohner
Die Einwohnerzahl Saltos beträgt 104.028 (Stand: 2011), davon 50.147 männlich und 53.881 weiblich.
| Jahr      | 1834  | 1852  | 1908   | 1963   | 1975   | 1985   | 1996   | 2004   | 2011    |
| --------- | ----- | ----- | ------ | ------ | ------ | ------ | ------ | ------ | ------- |
| Einwohner | 1.315 | 2.882 | 19.788 | 57.975 | 73.897 | 80.821 | 93.117 | 99.072 | 104.028 |

Quelle: Instituto Nacional de Estadística de Uruguay

## Klima
|                       | Jan  | Feb  | Mär  | Apr  | Mai  | Jun  | Jul  | Aug  | Sep  | Okt  | Nov  | Dez  |   |      |
| Mittl. Tagesmax. (°C) | 31,0 | 30,2 | 27,7 | 23,1 | 20,4 | 16,7 | 16,7 | 18,3 | 20,1 | 22,9 | 26,8 | 29,4 | ⌀ | 23,6 |
| Mittl. Tagesmin. (°C) | 17,8 | 17,2 | 15,4 | 11,9 | 9,7  | 7,4  | 6,8  | 7,1  | 9,1  | 11,2 | 13,8 | 16,0 | ⌀ | 11,9 |
|                       |      |      |      |      |      |      |      |      |      |      |      |      |   |      |
| Niederschlag (mm)     | 118  | 96   | 124  | 146  | 75   | 108  | 74   | 63   | 98   | 128  | 95   | 102  | Σ | 1227 |
|                       |      |      |      |      |      |      |      |      |      |      |      |      |   |      |
| Luftfeuchtigkeit (%)  | 59   | 62   | 66   | 71   | 73   | 77   | 75   | 70   | 70   | 68   | 63   | 59   | ⌀ | 67,8 |

| 17,8 |

| 17,2 |

| 15,4 |

| 11,9 |

| 9,7 |

| 7,4 |

| 6,8 |

| 7,1 |

| 9,1 |

| 11,2 |

| 13,8 |

| 16,0 |

| 17,8 |

| 17,2 |

| 15,4 |

| 11,9 |

| 9,7 |

| 7,4 |

| 6,8 |

| 7,1 |

| 9,1 |

| 11,2 |

| 13,8 |

| 16,0 |

## Wirtschaft
In der Umgebung der Stadt wird Landwirtschaft betrieben: Neben der Viehzucht herrscht der Anbau von Zitrusfrüchten, Zuckerrohr und Weintrauben vor. Salto ist Handelszentrum für Getreide und Gemüse. Die Stadt hat außerdem eine Landwirtschaftsschule. Bedeutende Industriezweige sind Nahrungsmittelindustrie, Schiffbau sowie die Herstellung von chemischen Erzeugnissen, Medikamenten und Korbwaren. In der Umgebung befindet sich der Stausee Embalse Salto Grande am Río Uruguay, an dem ein bedeutendes Wasserkraftwerk liegt.
Tourismus
Touristisch frequentierte Orte der Stadt sind etwa das 1882 erbaute Theater Teatro Larrañaga und die beiden Museen Museo del Hombre y la Tecnología und Museo de Bellas Artes y Artes Decorativas.
In der Stadt steht ein Denkmal für den uruguayischen Architekten Eladio Dieste mit dem Titel Tor der Weisheit, welches im Volksmund wegen seines Aussehens Die Möve genannt wird.
Acht Kilometer südlich der Stadt befinden sich nahe der Ruta 3 die Thermalquellen von Daymán, die Termas del Daymán.

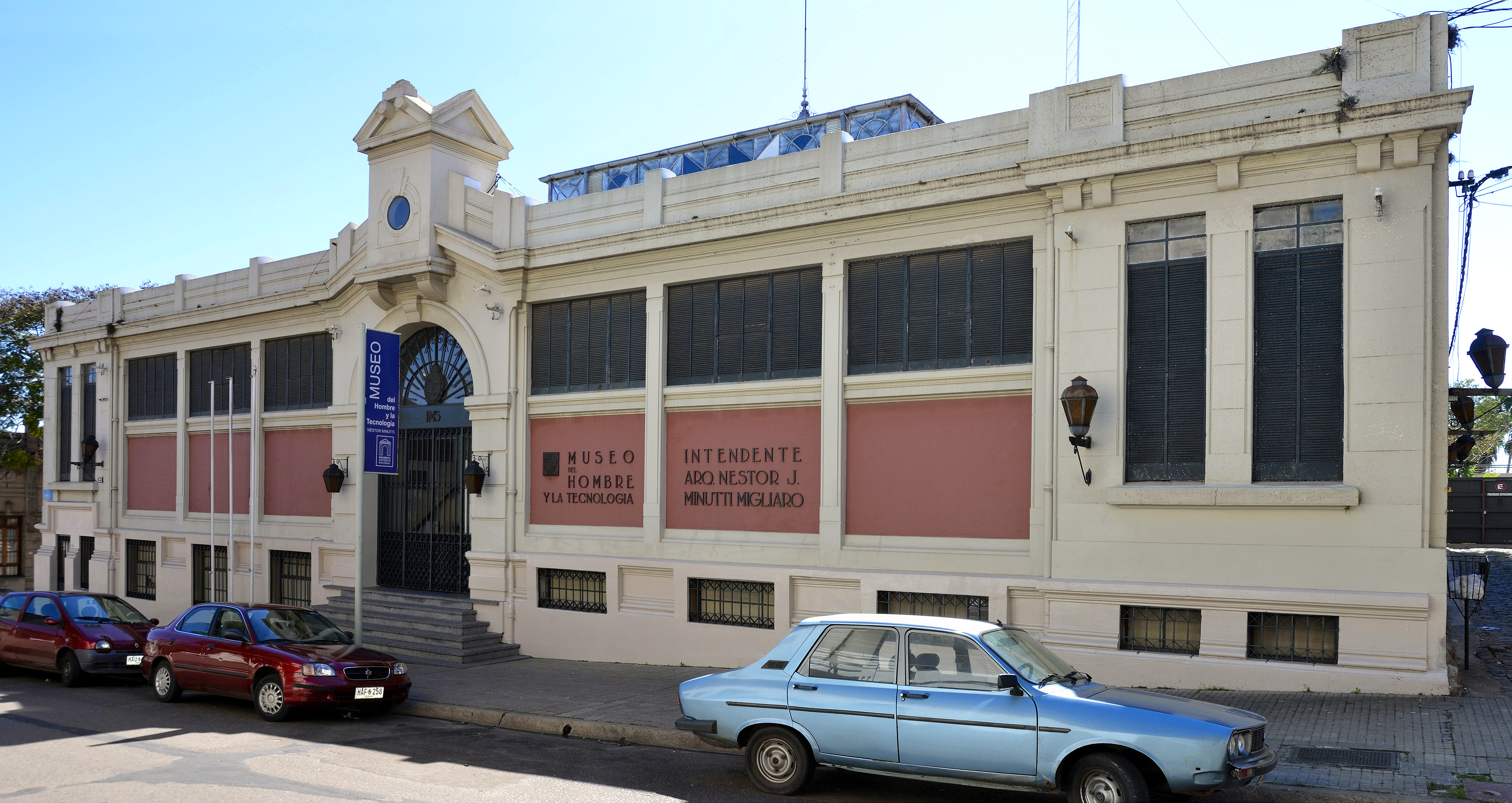
Museo del Hombre y la Tecnología
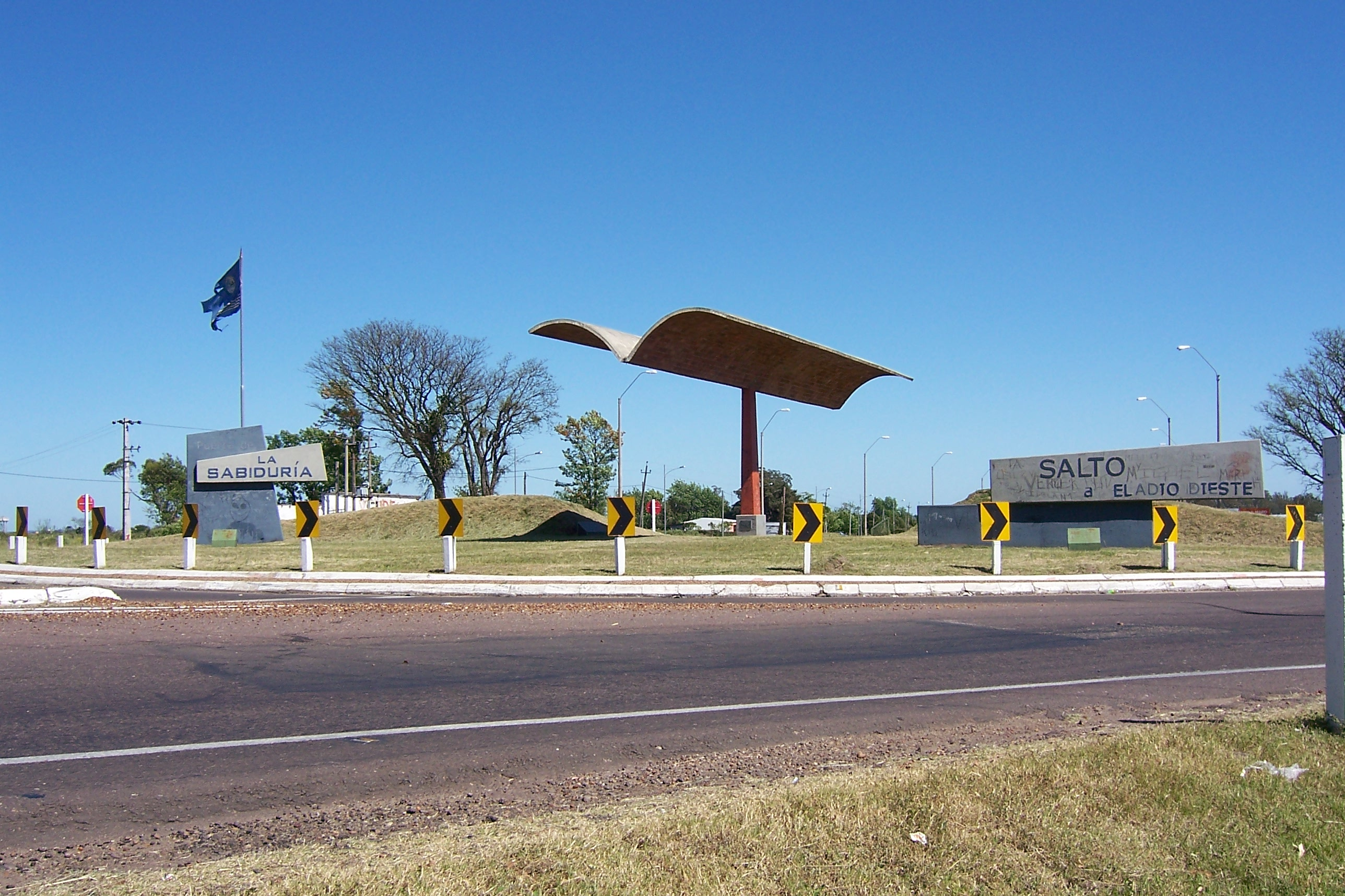
Denkmal für Eladio Dieste
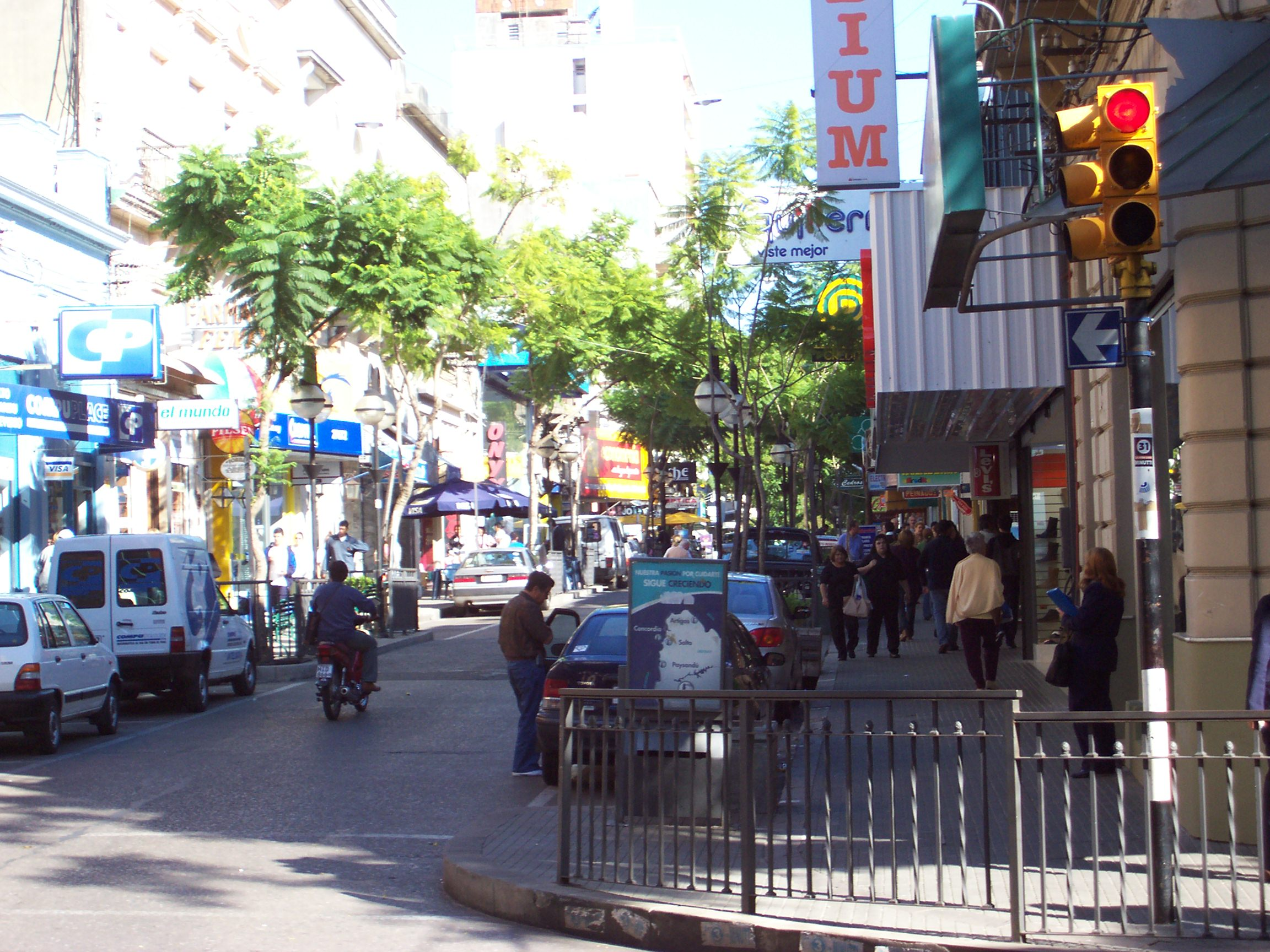
Calle Uruguay in Salto
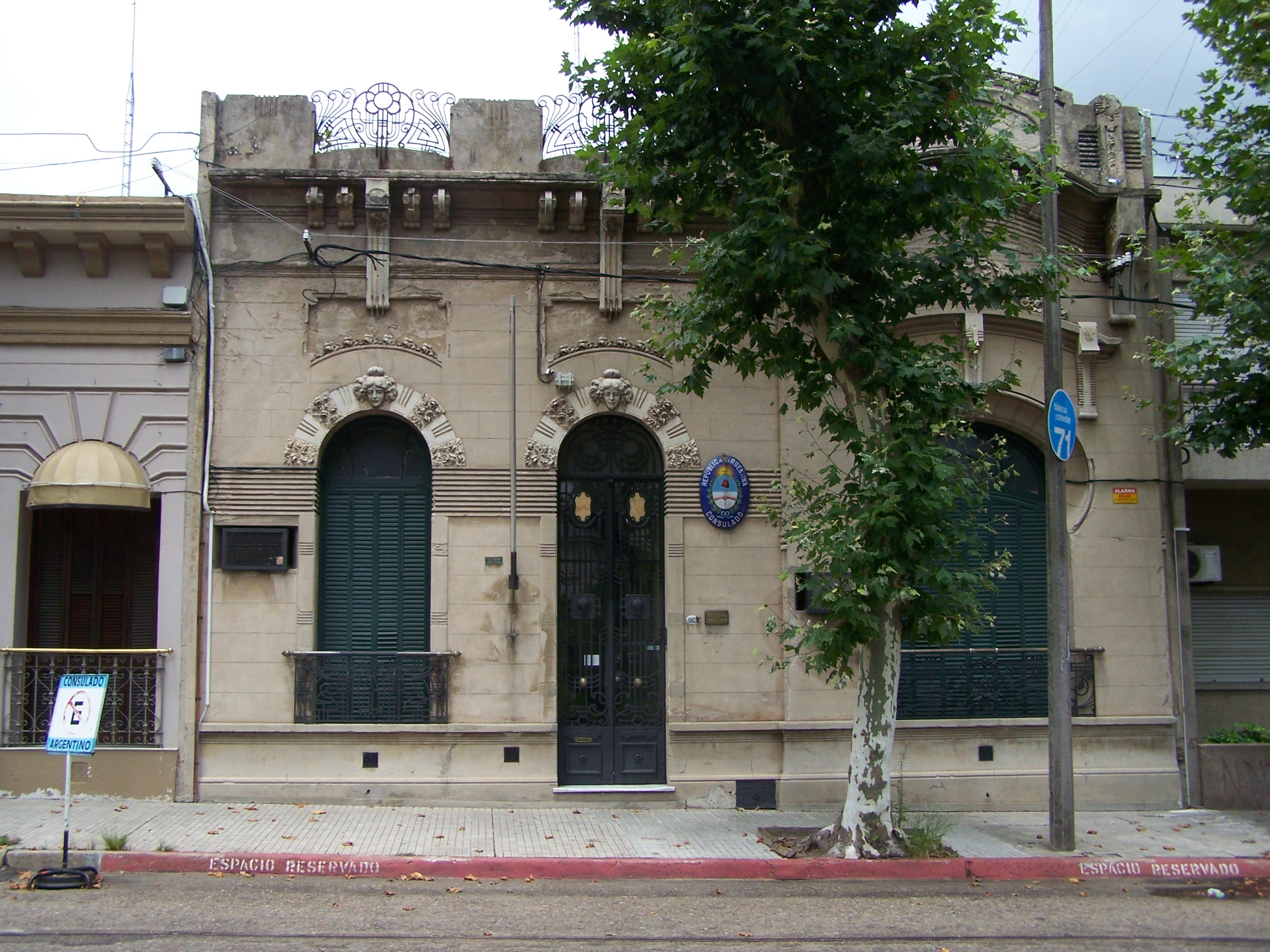
Argentinisches Konsulat an der Plaza Artigas
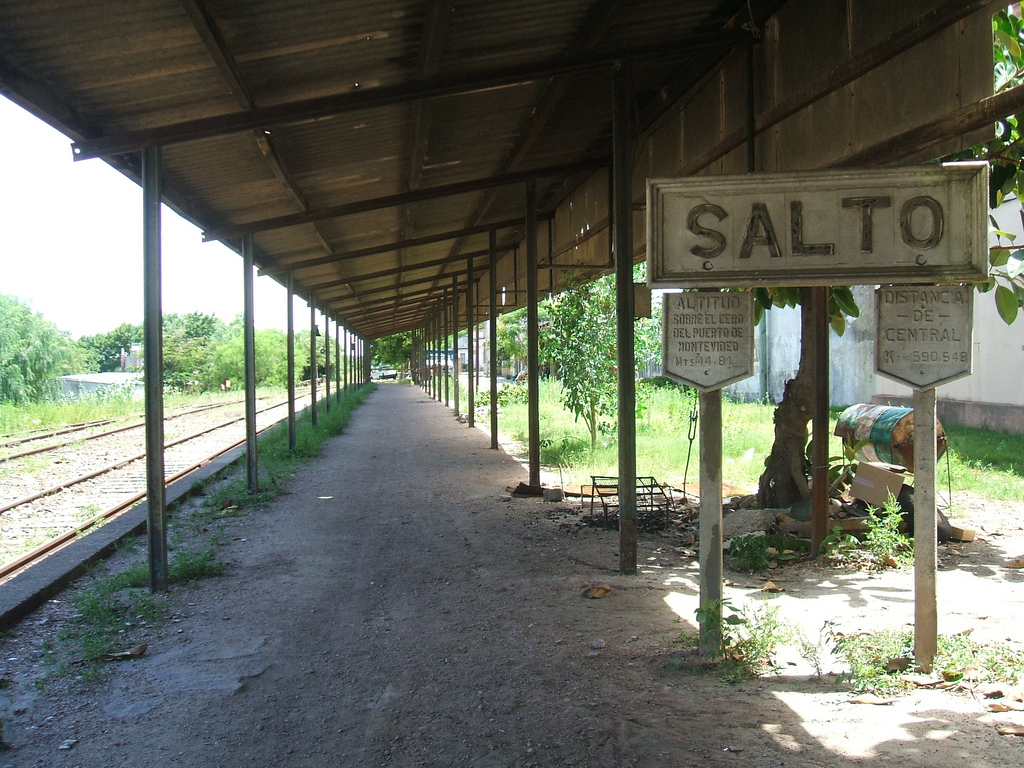
Bahnhof von Salto
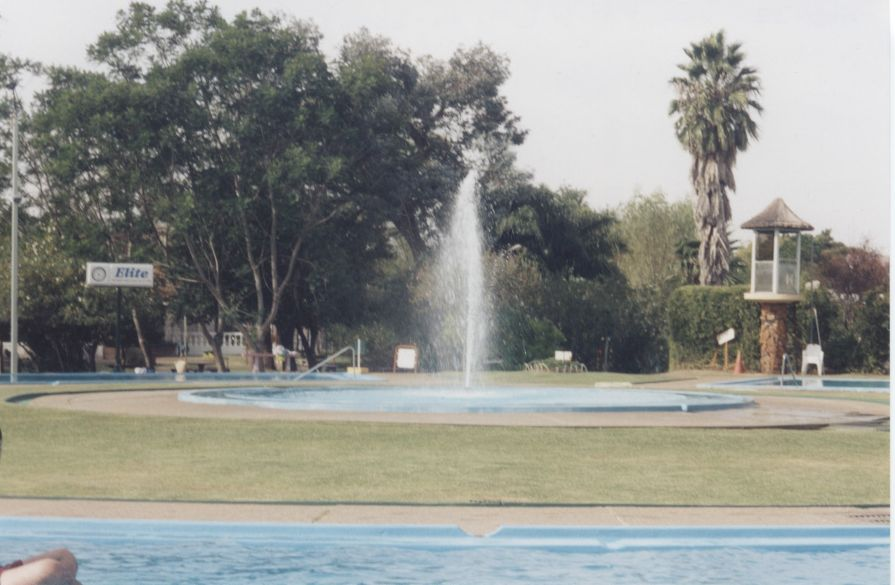
Thermalquellen von Daymán

## Sport
Der seither nicht mehr existente Salto FC vertrat die Stadt von 2003 bis 2005 in der uruguayischen zweiten Liga. Er trug seine Heimspiele im rund 6.000 Zuseher fassenden Stadion Estadio Ernesto Dickinson aus.

## Söhne und Töchter der Stadt
- Rafael Addiego Bruno (1923–2014), Politiker und Anwalt
- Juan Ángel Albín (* 1986), Fußballspieler
- Ever Hugo Almeida (* 1948), uruguayisch-paraguayischer Fußballspieler und -trainer
- Eliseo Álvarez (1940–1997), Fußballspieler
- Juan Carlos Alzugaray, Fußballspieler
- Enrique Amorim (1900–1960), Schriftsteller
- José Leandro Andrade (1901–1957), Fußballspieler
- Mauro Arambarri (* 1995), Fußballspieler
- Joaquín Ardaiz (* 1999), Fußballspieler
- Federico Arnaud (* 1970), Künstler
- Rubén Bentancourt (* 1993), Fußballspieler
- Alfeo Brum (1889–1972), Politiker
- Sergio Caram (* 1967), Pianist
- Guido Castillo (* 1922), Essayist, Kritiker und Dozent
- Marcelo Cattani (* 1967), Fotograf
- Edinson Cavani (* 1987), Fußballspieler
- Alejandro Cavanna (* 1994), Fußballspieler
- Martín Cuevas (* 1992), Tennisspieler
- Braian De Barros (* 1985), Fußballspieler
- Gonzalo de los Santos (* 1976), Fußballspieler und -trainer
- Matías De los Santos (* 1992), Fußballspieler
- Marosa di Giorgio (1932–2004), Dichterin
- Nicolás Fagúndez (* 1986), Fußballspieler
- Emilio Ferreira (* 1991), Fußballspieler
- Jorge Fleitas (* 1993), Fußballspieler
- Fabricio Formiliano (* 1993), Fußballspieler
- Bruno Fornaroli (* 1987), Fußballspieler
- Eugenio Galvalisi (1915–2000), Fußballspieler und -trainer
- Diego García (* 1996), Fußballspieler
- Javier Guarino (* 1986), Fußballspieler
- Walter Guglielmone (* 1978), Fußballspieler
- Jaurés Lamarque Pons (1917–1982), Pianist und Komponist
- Víctor Lima (* 1921), Musiker[7]
- Santiago Martínez (* 1991), Fußballspieler
- Alexander Medina (* 1978), Fußballspieler
- César Miranda (1884–1962), Politiker und Schriftsteller
- Federico Moreira (* 1961), Radsportler
- Mauricio Moreira (* 1995), Radrennfahrer
- José Perdomo (* 1965), Fußballspieler
- Nicolás Pereira (* 1970), venezolanischer Tennisspieler
- Leonidas Piaggio (1887–1942), argentinischer Cellist und Musikpädagoge
- Horacio Quiroga (1878–1937), südamerikanischer Schriftsteller
- Sebastián Ramírez (* 1992), Fußballspieler
- Richard Requelme (* 1980), Fußballspieler
- Braian Rodríguez (* 1986), Fußballspieler
- Carlos Rodríguez (* 1990), Fußballspieler
- Horacio Sequeira (* 1995), Fußballspieler
- Gastón Silva (* 1994), Fußballspieler
- Jorge Soto (* 1986), Radrennfahrer
- Matías Soto (* 1991), Fußballspieler
- Jhonatan Souza Motta (* 1989), Fußballspieler
- Diego Suárez (* 1992), Fußballspieler
- Luis Suárez (* 1987), Fußballspieler
- David Texeira (* 1991), Fußballspieler
- Franco Torgnascioli (* 1990), Fußballspieler
- Inés Ubici (* 1944), Diplomatin
- Heber Viera (* 1979), Leichtathlet